# Ciritei, Neamț
Ciritei este o localitate componentă a municipiului Piatra-Neamț din județul Neamț, Moldova, România.